# Shawn Levy
Shawn Levy (ur. 23 lipca 1968 w Montrealu) – kanadyjski reżyser, aktor i producent filmowy i telewizyjny. Nominowany do Oscara jako producent filmu Nowy początek.

## Filmografia

### Filmy
Źródła:
| Rok  | Tytuł | Reżyser | Producent  | Uwagi           |
| ---- | --- | ------- | ---------- | --------------- |
| 1997 | Zagadka z przeszłości (Address Unknown)                                                                                     | T       | N          |                 |
| 1997 | Just in Time | T       | N          |                 |
| 2001 | I Saw Mommy Kissing Santa Claus                                                                                             | N       | T          |                 |
| 2002 | Duży, gruby kłamczuch (Big Fat Liar)                                                                                        | T       | N          |                 |
| 2003 | Nowożeńcy (Just Married) | T       | N          |                 |
| 2003 | Fałszywa dwunastka (Cheaper by the Dozen)                                                                                   | T       | N          |                 |
| 2005 | Fałszywa dwunastka II (Cheaper by the Dozen 2)                                                                              | N       | T          |                 |
| 2006 | Różowa Pantera (The Pink Panther)                                                                                           | T       | N          |                 |
| 2006 | Noc w muzeum (Night at the Museum)                                                                                          | T       | T          |                 |
| 2008 | Co się zdarzyło w Las Vegas (What Happens in Vegas)                                                                         | N       | T          |                 |
| 2008 | Rocker (The Rocker) | N       | T          |                 |
| 2009 | Różowa Pantera 2 (The Pink Panther 2)                                                                                       | N       | wykonawczy |                 |
| 2009 | Noc w muzeum 2 (Night at the Museum: Battle of the Smithsonian)                                                             | T       | T          |                 |
| 2010 | Nocna randka (Date Night)                                                                                                   | T       | T          |                 |
| 2011 | Giganci ze stali (Real Steel)                                                                                               | T       | T          |                 |
| 2012 | Straż sąsiedzka (The Watch)                                                                                                 | N       | T          |                 |
| 2013 | Cudowne tu i teraz (The Spectacular Now)                                                                                    | N       | T          |                 |
| 2013 | Stażyści (The Internship)                                                                                                   | T       | T          |                 |
| 2014 | Powiedzmy sobie wszystko (This Is Where I Leave You)                                                                        | T       | T          |                 |
| 2014 | Noc w muzeum: Tajemnica grobowca (Night at the Museum: Secret of the Tomb)                                                  | T       | T          |                 |
| 2014 | Aleksander - okropny, straszny, niezbyt dobry, bardzo zły dzień Alexander and the Terrible, Horrible, No Good, Very Bad Day | N       | T          |                 |
| 2016 | Nowy początek (Arrival) | N       | T          |                 |
| 2016 | Dlaczego on? (Why Him?) | N       | T          |                 |
| 2017 | Ustawka (Fist Fight) | N       | T          |                 |
| 2017 | Stolik 19 (Table 19) | N       | T          |                 |
| 2017 | Kodachrome | N       | T          |                 |
| 2018 | Mroczne umysły (The Darkest Minds)                                                                                          | N       | T          |                 |
| 2018 | Kin. Zabójcza broń (Kin) | N       | T          |                 |
| 2020 | Gniewne serce (The Violent Heart)                                                                                           | N       | T          |                 |
| 2020 | Miłość i potwory (Love and Monsters)                                                                                        | N       | T          |                 |
| 2021 | Ktoś jest w twoim domu (There's Someone Inside Your House)                                                                  | N       | T          |                 |
| 2021 | Free Guy | T       | T          |                 |
| 2022 | Projekt Adam (The Adam Project)                                                                                             | T       | T          |                 |
| 2022 | Fałszywa dwunastka (Cheaper by the Dozen)                                                                                   | N       | wykonawczy |                 |
| 2022 | Rosaline | N       | T          |                 |
| 2022 | Noc w muzeum: Kahmunrah powraca (Night at the Museum: Kahmunrah Rises Again)                                                | N       | T          |                 |
| 2023 | Krater (Crater) | N       | T          |                 |
| 2023 | Boogeyman (The Boogeyman)                                                                                                   | N       | T          |                 |
| 2024 | Deadpool & Wolverine | T       | T          | też scenarzysta |